# Самигина
Самигина је демон описан у демонолошким гриморијима попут Мањег кључа краља Соломона (четврти демон Арс Гоеције, где су га Кроули и Матерс ословили као Самигину) и Вејерове Псеудомонархије Демонум у којој носи име Гамигин и представља 46. демона. 
Оба дела га описују као маркиза који првобитно има изглед малог коња пре него се трансформише у човека храпавог гласа. У Мањем кључу краља Соломона, Самигина изучава слободне вештине и даје извештаје о душама које су умрле грешне.
Према Томасу Руду, Самигина се супротставља анђелу Шемхамфораша, Јехуји. Псеудомонархиа Демонум, Рудова варијанта Арс Гоеције и Паклени речник залазе у више детаља од Мањег кључа краља Соломона, у којима Самигина присиљава душе оних који су се удавили у небеским телима да одговорају на питања, док Вејер и де Планси тврде да Самигина исто то може и са онима чије су душе у чистилиштима (која се називају Картагра).  